# Беотарх
Беотарх (греч. βοιωτάρχος) — должностное лицо в Беотии (Древняя Греция), избираемое от территориального округа. Совет из беотархов представлял собой высший исполнительный орган самоуправления Беотии.
Впервые о существовании беотархов в 476 до н. э. упоминает Геродот. Число беотархов колебалось в зависимости от внутриполитического положения внутри Беотийского союза. Так, в 424 до н. э. в битве при Делии беотархов при войске было одиннадцать, а в битве при Левктрах только семь (Павс., 9.13). Фивы, главный город Беотийского союза, имели право избирать двух беотархов. Обязанности беотарха состояли, с одной стороны, в представительстве союза в сношениях с другими государствами, как то: приеме послов, составлении договоров и прочем, а с другой стороны, были чисто военного характера: беотархи командовали своим военным отрядом. Верховное начальство поручалось фиванским беотархам, но главные вопросы стратегии решал Совет беотархов. Законы в Беотии принимали другие советы, образованные из граждан с определённым имущественным цензом.
Беотархи вступали в отправление своей должности с зимнего равноденствия и избирались на один год, но могли быть избраны повторно. Так, Пелопид 13 раз избирался беотархом от Фив. Если беотарх самовольно удерживал свой пост по истечении года, то он по закону подлежал суду и смертной казни. Таким образом система беотархов представляла собой демократический противовес возможной узурпации власти в Беотии либо одним человеком, либо городом, а с другой стороны консервировала политическую раздробленность страны.
Папирус из Оксиринха, найденный в 1907 г., проливает свет на организационную структуру беотархов в начале IV в. до н. э.:

«Вся страна делилась на одиннадцать [избирательных округов], и из них каждая избирала одного беотарха [по следующему расписанию]: 

Фиванцы избирали двух за самый город и двух за Платеи, Скол, Эрифры, Скафы и другие селения, прежде составлявшие Платейский союз, а теперь причисленные к Фиванскому государству, с лишением их автономии, но сохранением прав гражданства. — 4 

Феспийцы с Евтресисом и Фисбой — 2 

Орхоменцы и гиеттцы — 2 

Танагряне — 1 

Галиартцы, лебадейцы, коронейцы — по очереди 1 
	
Акрефийцы, копейцы, херонейцы — по очереди 1 
 
Так избирали эти единицы главных магистратов; выбирали они и по шестьдесят членов [союзного] совета на каждого беотарха, и [каждая единица] выдавала своим представителям рацион в размере необходимых ежедневных расходов. От каждой единицы выставлялось в войско около 1000 гоплитов и 100 всадников; вообще говоря, пропорционально числу беотархов и пользовались общими доходами, и вносили налоги, и посылали членов в союзный суд, и участвовали во всех прибылях и тяготах. Таково было общегосударственное устройство [Беотии]. Местом заседания общебеотийского совета была Кадмея [акрополь в Фивах].»